# National Museum of Nuclear Science & History
National Museum of Nuclear Science & History (česky Národní muzeum jaderné vědy a historie, dřívější názvy Sandia Atomic Museum a National Atomic Museum) je národní muzeum o jaderné fyzice a její historii, které bylo zřízeno během 102. zasedání kongresu Spojených států amerických na základě zákona 102-190 a nachází se v okrese Bernalillo ve státě Nové Mexiko s poštovní adresou Albuquerque (nicméně těsně za hranicemi města). Sousedí jak s městem Albuquerque, tak s vojenskou leteckou základnou Kirtland Air Force Base.
V dokumentech vztahujících se k založení muzea se mimo jiné uvádí: „Posláním Národního atomového muzea je sloužit jako americký zdroj jaderné historie a vědy. Muzeum představuje exponáty a kvalitní vzdělávací programy, které zprostředkovávají rozmanitost osob a událostí, jež utvářejí historický a technický kontext jaderného věku.“

## Vznik a historie

Raketa PGM-11 Redstone.

Boeing B-29 Superfortress.

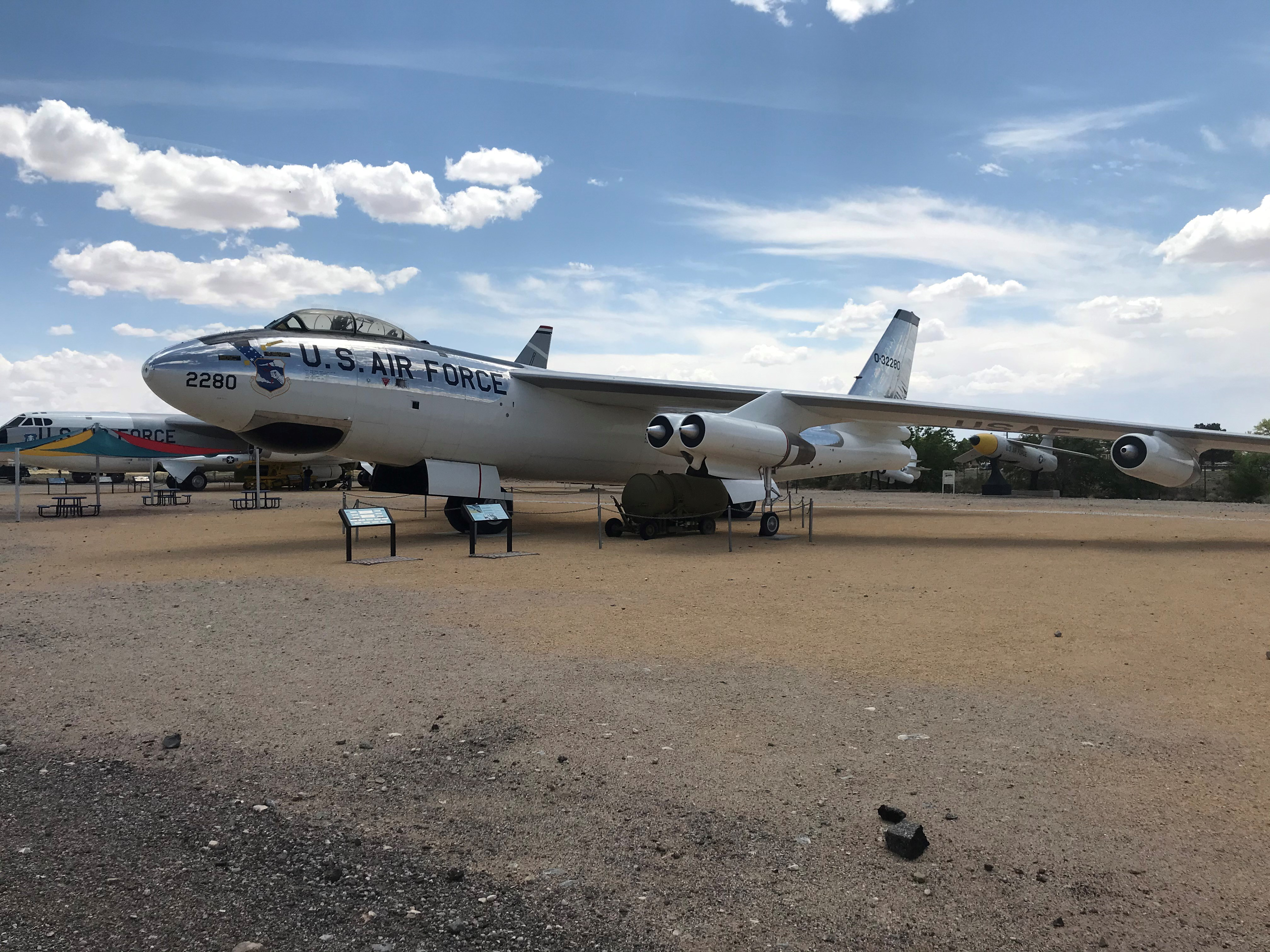
Boeing B-47 Stratojet.

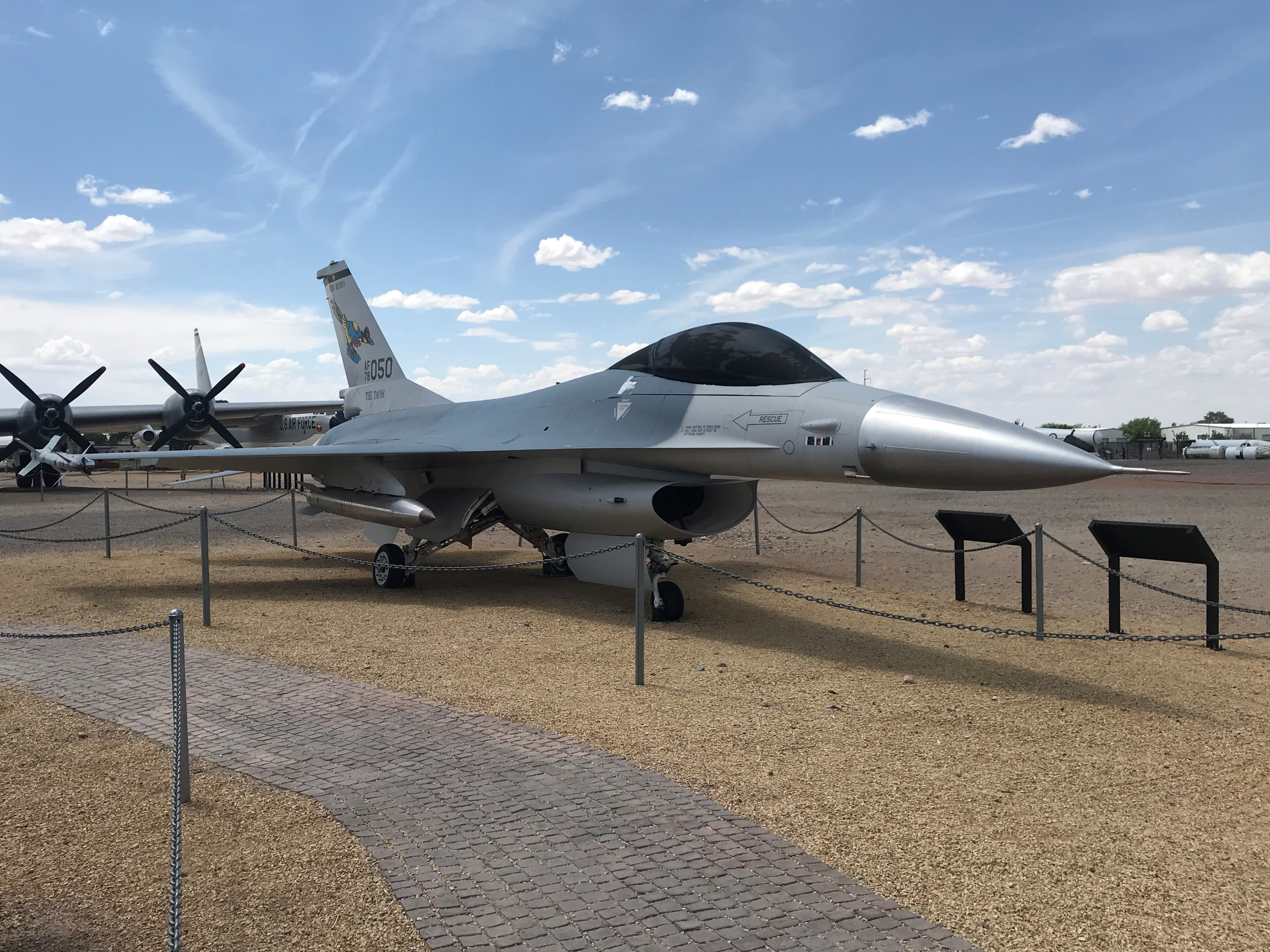
F-16 Fighting Falcon, povšimněte si makety jaderné pumy B61 pod křídlem.

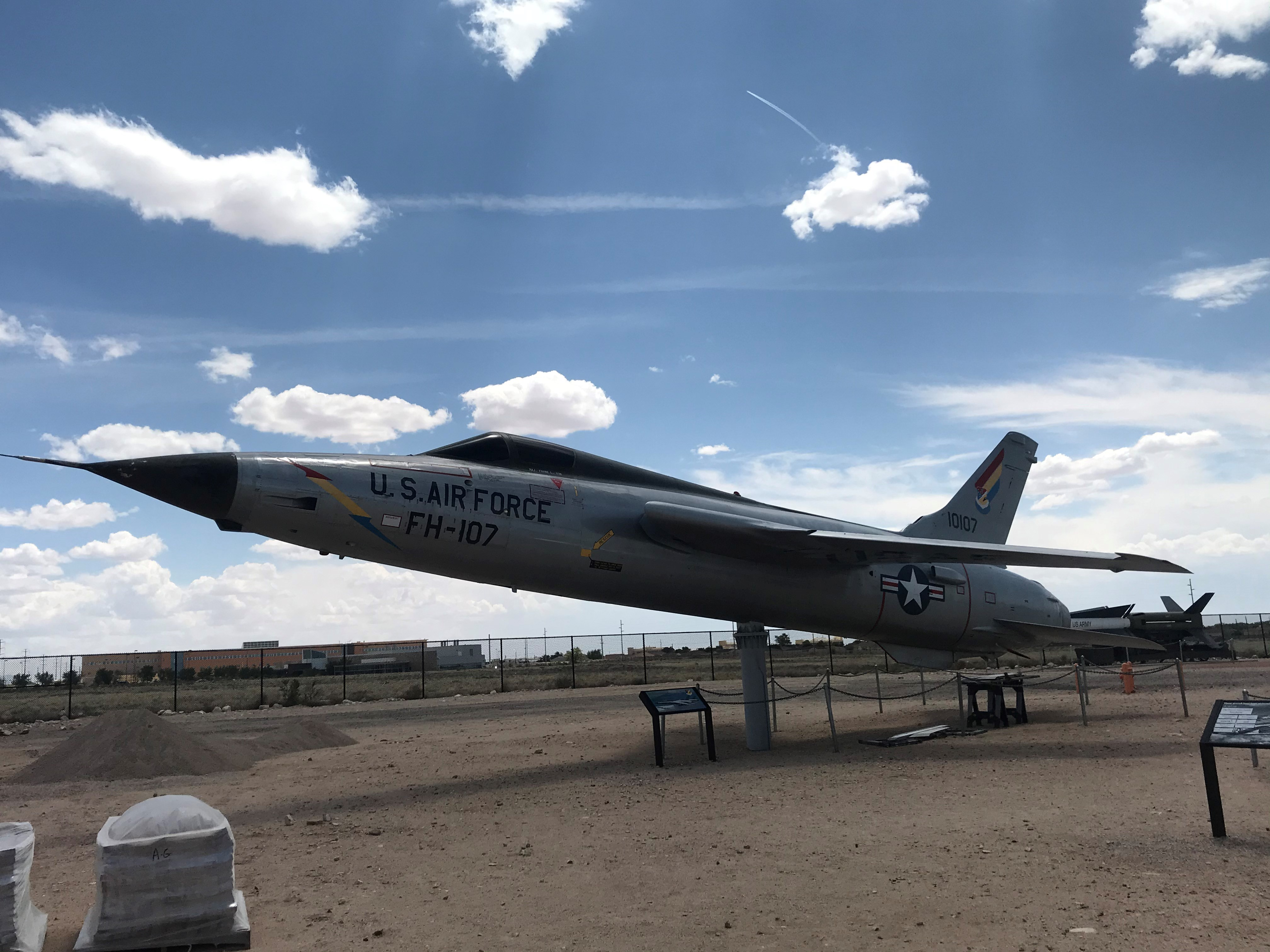
Republic F-105 Thunderchief.

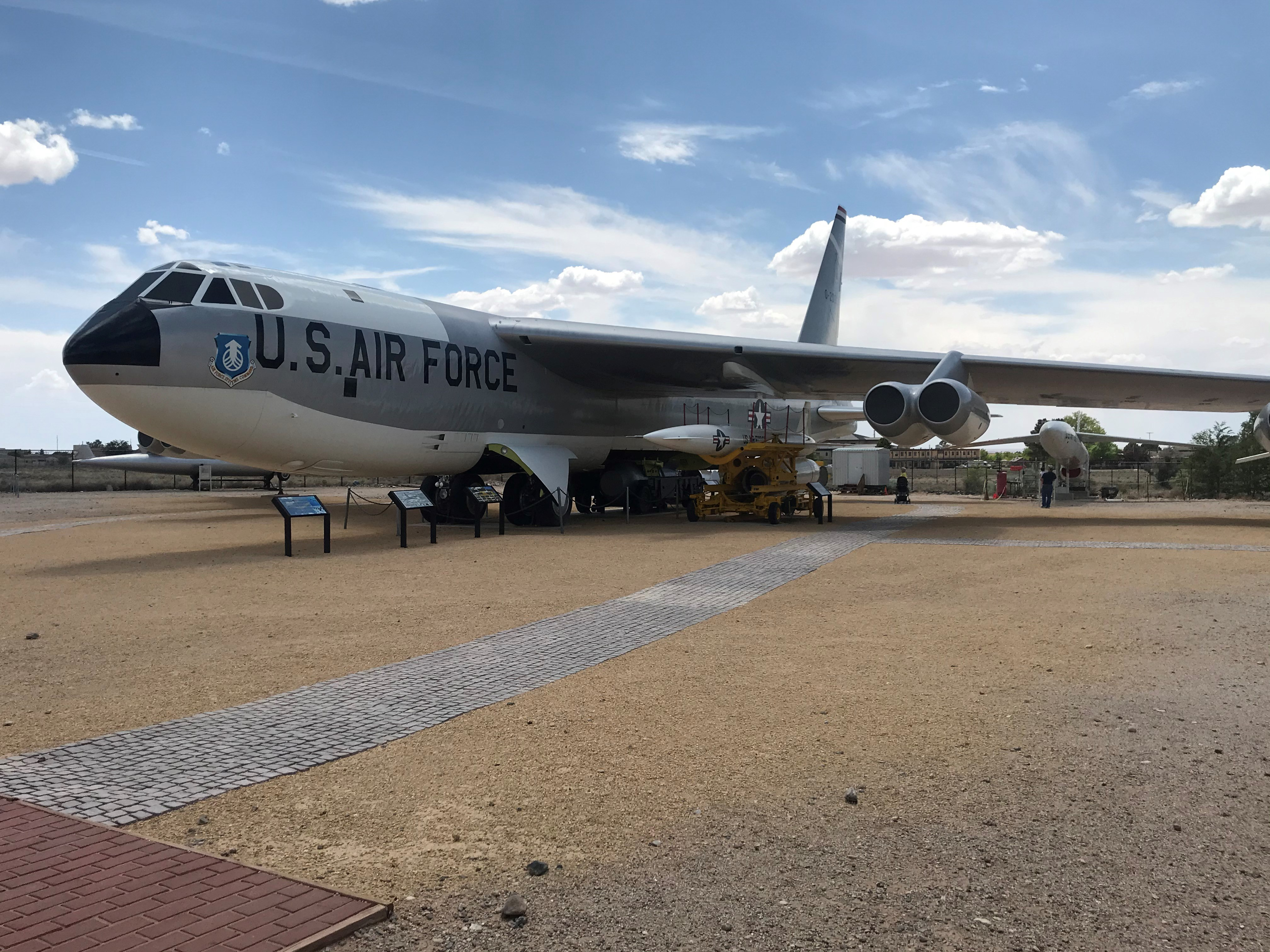
Boeing B-52 Stratofortress, pod křídlem je nadzvuková, ze vzduchu odpalovaná řízená jaderná střela AGM-28.

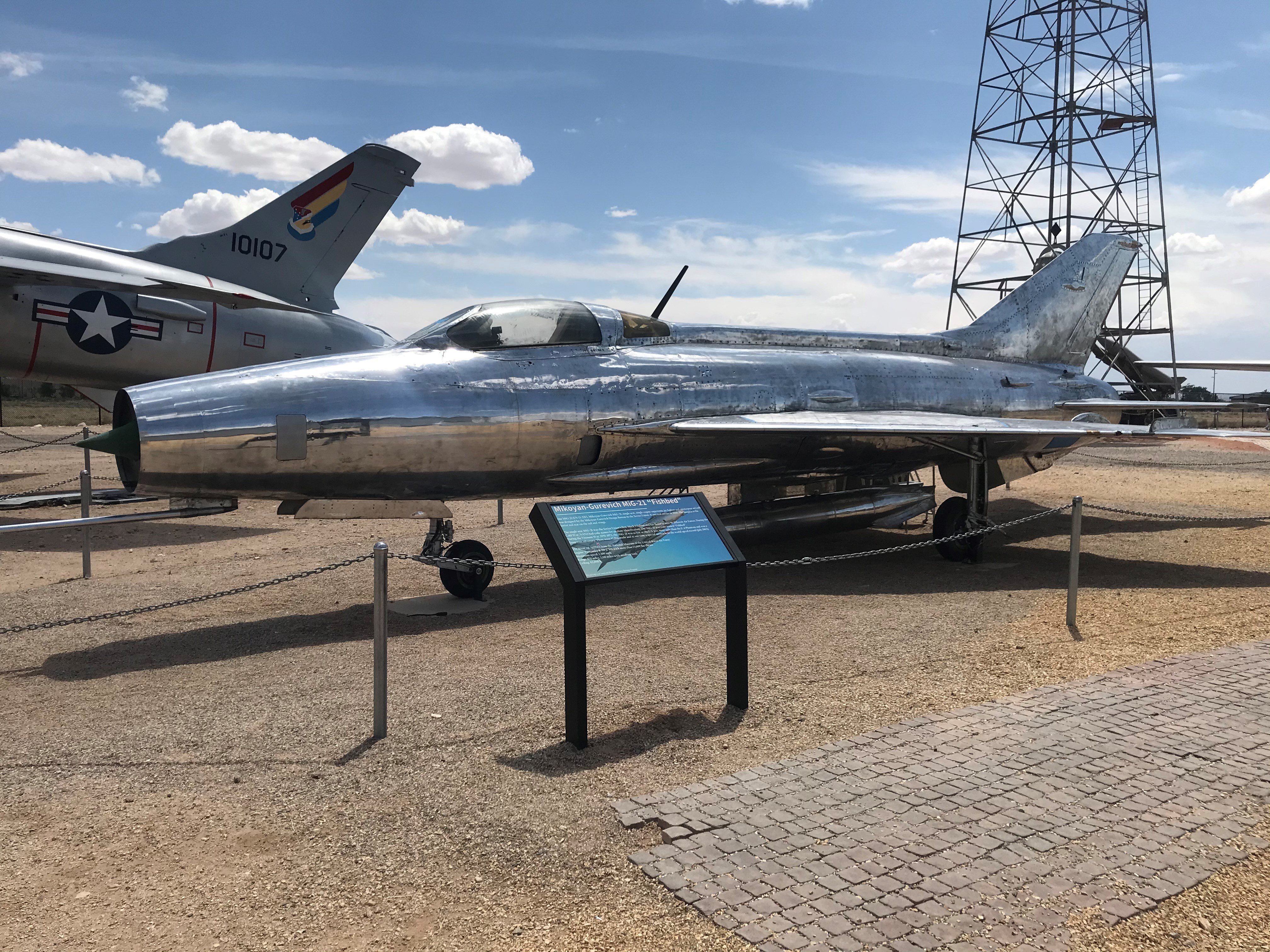
MiG-21 v barvách letectva Sovětského svazu.

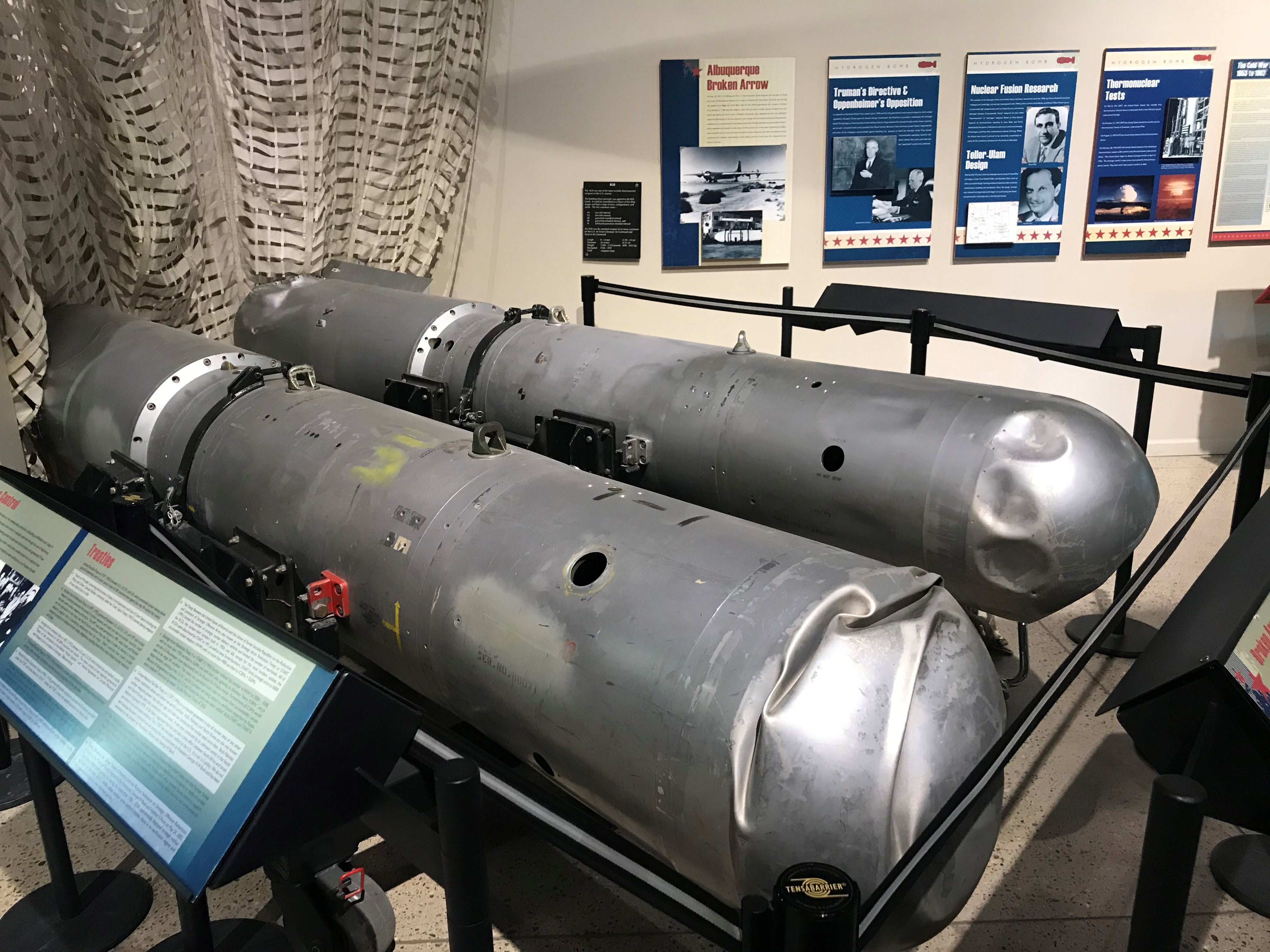
Dvě ze čtyř nábojnic bomby B28 nalezená po havárie u Palomares ve Španělsku v roce 1966.

Muzeum vzniklo v roce 1969 a původně bylo umístěno v areálu letecké základny Sandia Base (současný název Kirtland Air Force Base) ve starém opravárenském zařízení pro protiletadlové kanóny a bylo pojmenováno Sandia Atomic Museum. Bylo výsledkem šestiletého úsilí o zřízení muzea, které by dokumentovalo historii základny a vývoj jaderných zbraní. Zaměstnanci byli pracovníci letectva Spojených států (USAF) s pomocí Sandia National Laboratory (SNL). V roce 1973 se název muzea změnil na „Národní atomové muzeum“, ale muzeum ještě nemělo oficiální národní status.
V roce 1985 přešlo muzeum pod Ministerstvo energetiky Spojených států (United States Department of Energy, DOE) a jeho zaměstnanci se stali zaměstnanci DOE. V roce 1991 získalo muzeum oficiální status národního muzea a jeho poslání se rozšířilo o další aspekty jaderné fyziky a historie, které se nevztahovaly jen na výrobu jaderných zbraní. Muzeum bylo také přidruženo k Smithsonovu institutu. V roce 1992 byla založena nezisková organizace National Atomic Museum Foundation (NAMF), jejímž úkolem bylo provozovat a financovat muzeum a snížit finanční zátěž daňových poplatníků. V roce 1995 převedlo DOE provoz muzea na Sandia National Laboratory a zaměstnanci muzea se stali zaměstnanci SNL.
Po teroristických útocích 11. září 2001 se významně zvýšily bezpečnostní opatření pro přístup do všech vojenských objektů. Muzeum se tak muselo přestěhovat z letecké základny do bývalého obchodu REI v muzejní čtvrti Old Town Albuquerque. V roce 2005 převedlo SNL odpovědnost za provoz muzea na NAMF. Zaměstnanci SNL pracující jako pracovníci muzea přešli na jiné pozice v rámci letecké základny a muzeum přijalo nové zaměstnance, kteří se stali zaměstnanci NAMF.
Když se muzeum přestěhovalo do muzejní čtvrti v Albuquerque, nemělo v místě dostatečné prostory zejména pro venkovní expozice. V lednu 2005 proto NAMF požádalo DOE a Národní úřad pro jadernou bezpečnost o 12 akrů (přibližně 5 hektarů) na jihovýchodním okraji Albuquerque pro výstavbu nového muzea. V říjnu 2006 byla podepsána formální smlouva o užívání pozemku se SNL jako poskytovatelem dotace a NAMF jako příjemcem dotace. Začala výstavba nového muzea, přičemž zaměstnanci dokumentovali projekt výstavby prostřednictvím blogu a galerie na Flickru, kde byly každý týden zveřejňovány fotografie zachycující postup výstavby.
Nové muzeum bylo otevřeno 4. dubna 2009 na novém místě a současně došlo k jeho přejmenování na současný název National Museum of Nuclear Science & History.  Provozní náklady muzea ve výši přibližně 1,8 milionu dolarů ročně zajišťuje nadace NAMF z více zdrojů: prostřednictvím příspěvků a členských poplatků, ze vstupného, z grantů, letních táborů, různých akcí/pronájmů a také výnosů z muzejního obchodu. Existuje též smlouva o poskytování služeb mezi Sandia National Laboratories a NAMF.

## Expozice a výstavy
Muzeum se věnuje uchovávání a prezentaci informací o vědeckých, historických a kulturních aspektech atomového věku. V novém objektu je 16 stálých vnitřních výstavních prostor, dvě učebny, kombinovaná místnost pro knihovnu a konference, galerie pro dočasné výstavy a muzejní obchod. Venkovní plochy jsou určeny pro expozice vojenských letadel, raket, vozidel a věž jaderné ponorky USS James K. Polk. Prohlídky jsou možné jak samostatně, tak s průvodcem. Jednotlivé expozice jsou zaměřeny na následující oblasti:
- Pioneers of the Atom (Průkopníci jaderné fyziky): interaktivní expozice, která představuje osobnosti, jež se zabývaly otázkami souvisejícím s nejmenšími částicemi, z níž se skládá celý vesmír.
- World War II (Druhá světová válka): expozice se zaměřením na historií vedoucí k vytvoření a použití atomové bomby a se zeměmi, které se do ní zapojily.
- Critical Assembly, the Secrets of Los Alamos 1944: An Installation by Jim Sanborn (Tajemství Los Alamos 1944): speciální expozice výstava, která  rekonstruuje prostředí tajné laboratoře v Los Alamos, kde byla sestavena první atomová bomba (rekonstrukce je založena na základě vědeckých poznatků a výpovědí očitých svědků).
- The Decision to Drop (Rozhodnutí o svržení): úsvit atomového věku v rámci projektu Manhattan. Návštěvníci se seznámí s každodenním životem vědců, kteří žili v Los Alamos, a vypraví se s nimi na místo, kde byl proveden první jaderný test Trinity + historie a politická rozhodnutí vedoucí k nasazení prvních jaderných zbraní s kódovými označeními Little Boy a Fat Man.
- Hirošima a Nagasaki: expozice věnované obětem prvního použití jaderných zbraní.
- Cold war (Studená válka): zkoumání strategického konfliktu mezi USA a SSSR ve druhé polovině 20. století (cca 1947–1991). Expozice mj. zahrnuje americké jaderné zkoušky na Marshallových ostrovech (Operace Crossroads a Castle Bravo) a v Nevadě, sovětský jaderný výzkum, kubánskou krizi v roce 1962 a rozpad Sovětského svazu. Součástí je také výstava Palomares, rozsáhlý popis tragické havárie, srážky dvou letadel USAF (bombardéru B-52 a tankeru KC-135) v Almérii (u pobřeží Španělska) v roce 1966.
- Heritage Park: rozsáhlá venkovní expozice letadel, raket, střel, děl a věže jaderné ponorky.
- Nuclear Medicine (Nukleární medicína): přehlídka nejstarších i nejnovějších lékařských přístrojů využívajících principy jaderné fyziky.
- Little Albert's Lab (Laboratoř malého Alberta): děti se zde mohou věnovat praktickým vědeckým aktivitám a experimentům.
- Nano: interaktivní výstava zaměřená na nanosvět a nanovědy. Tato expozice je nyní součástí Little Albert's Lab.
- Energy Encounter (Setkání s energií): série expozic zaměřených na civilní využití jaderné energie, mj. historie jaderných reaktorů a jejich technických principech, zkoumání havárií jaderných elektráren, bezpečnostního inženýrství a zpracování/skladování odpadu,  modely americké jaderné elektrárny Palo Verde a francouzského rychlého množivého reaktoru Superphénix, model lodi NS Savannah, první obchodní lodi s jaderným pohonem, jaderná energie jako jedna ze součástí spektra alternativních metod výroby energie.
- Radiation 101 (Radiace 101): expozice předmětů a činností každodenní potřeby, které vystavují lidi ionizujícímu záření.
- Atomic Pop Culture (Atomová popkultura): návštěvníci se mohou pobavit při pohledu na to, jak americká popkultura odrážela nástup atomového věku. Ukázky z filmů, komiksů a dalších uměleckých děl.
- Nuclear Waste Transportation (Přeprava jaderného odpadu): v této expozici je vystaven kontejner TruPact II, typ přepravního kontejneru, který používá americké ministerstvo energetiky (DOE) k přepravě transuranového odpadu.
- What's Up With U(ranium): výstava, která se snaží aktivně zapojit návštěvníky do hledání odpovědí na otázky typu „odkud pochází uran“, „jak se vyskytuje v životním prostředí“, „jak na nás působí“ a „je radioaktivní“?
- Uranium: Enriching Your Future (Uran: obohacování vaší budoucnosti): částečně interaktivní výstava, která vysvětluje, jak jaderná energie přispívá k energetice.
- Dark Cube: Heisenberg's Race for the Bomb (Temná kostka: Heisenbergův závod o bombu): speciální výstava, která dokumentuje marnou snahu nacistického Německa předstihnout USA ve výzkumu atomových zbraní.
- Nuclear by Mail: tato výstava zobrazuje vývoj jaderné vědy, techniky a technologií ve 20. století.
- Temporary Exhibit Hall: prostor věnovaný různým dočasným výstavám.

### Významné exponáty
- Repliky uranové bomby Little Boy a plutoniové Fat Man, které byly svrženy na Hirošimu a Nagasaki.
- Jediná replika ve skutečné velikosti první zkušební plutoniové bomby přezdívané The Gadget a Trinity Test Tower (zkušební věž, ze které byla 16. července 1945 odpálena).
- Různé moderní jaderné bomby a hlavice.
- Bomba WE.177 (britská jaderná zbraň používaná od 60. let 20. století do roku 1998).
- Pumový zaměřovač Norden.
- Dvě skutečné nábojnice bomby B28 (Mark 28) ze srážky bombardéru B-52 a tankeru KC-135 u pobřeží Španělska (nedaleko města Palomares v Almérii) v roce 1966.
- Sbírka předmětů dokumentující každodenní život v Los Alamos během projektu Manhattan a také kufřík s předměty z Oak Ridge.
- Soubor výrobků a kýčů, které dokládají vliv atomového věku na popkulturu USA.
- Raný rentgenový přístroj (tzv. fluoroskop).
- Gama kamera PRISM 2000 XP (příklad modernější technologie zobrazovacích metod).
- Výstava artefaktů jaderného a homeopatického lékařského šarlatánství.
- Rozsáhlá sbírka modelů vojenských letadel a další vojenské techniky.
- Model prvního zkušebního reaktoru Chicago Pile-1 vytvořený ze stavebnice Lego.
- Malá kostka uranu, kterou nacisté použili při snaze sestrojit atomovou zbraň (zapůjčena na dobu neurčitou od Dr. Tima Koetha).
- 260mm atomový kanón M65, často označovaný jako „Atomová Annie“.[8]

Když se muzeum muselo v roce 2001 urychleně přestěhovat z letecké základny do muzejní čtvrti v Old Town, vyvolalo postavení rakety Redstone na rohu dvou frekventovaných ulic kontroverze. Část lidí to považovala za symbol všudypřítomného vlivu vojensko-průmyslového komplexu v Albuquerque a Novém Mexiku. Jiní naopak považovali raketu za důležitý exponát dokumentující zapojení Nového Mexika do jaderného věku. Problém byl vyřešen společně s otevřením nového muzea v současné lokalitě, kdy byla přemístěna i raketa Redstone.

### Vystavená letadla
Vzhledem k tomu, že muzeum původně sídlilo na letecké základně Kirtland AFB, podařilo se mu získat řadu historicky významných letadel.
| Typ                         | Výr. č.  | Ve službě | Poznámka |
| --------------------------- | -------- | --------- | --- |
| Boeing B-29 Superfortress   | 45-21748 | 1945–19?? | Původně 509th Bombardment Group, Roswell Army Airfield, Nové Mexiko. Letadlo bylo v rámci projektu Silverplate upraveno, aby mohlo nést jaderné bomby.                                                         |
| Boeing B-47 Stratojet       | 53-2280  | 1953–1970 | Původně 4950th Test Wing, jako testovací letadlo pro vyzkoušení nové technologie fly-by-wire v roce 1969. Letadlo bylo do roku 2012 vystavováno v National Museum of the United States Air Force.              |
| Boeing B-52 Stratofortress  | 52-013   | 1953–1963 | Tento konkrétní letoun shodil více než tucet ostrých jaderných bomb během testování těchto zbraní. Jeden z pouhých sedmi vyrobených kusů.                                                                      |
| Republic F-105 Thunderchief | 61-0107  | 1962–1981 | Původně 49th Tactical Fighter Wing, později Kansas Air National Guard. Vyřazen z leteckého provozu v roce 1981 a přemístěn na Kirtland Air Force Base, kde byl používán pro trénink údržby bojových poškození. |
| F-16A Block 5               | 78-0050  | 1979–1997 | Původně 466th Fighter Squadron, Hill AFB v Utahu. Letadlo je vystavováno v barvách New Mexico Air National Guard.                                                                                              |
| TA-7C Corsair II            | 64-17666 | 1968–1991 | Letadlo, které sloužila během války ve Vietnamu. |
| Mig-21F Fishbed             | 74-2313  | 1975–19?? | Toto konkrétní letadlo sloužilo v Maďarském letectvu (Magyar Légierő), ale je vystavováno v barvách Sovětského letectva.                                                                                       |

## Vzdělávání a komunitní aktivity
Muzeum celoročně pořádá vzdělávací programy pro základní a střední školy i pro dospělé, a to jak v prostorách muzea, tak i v rámci osvětové činnosti s využitím mobilního zařízení Up'n'Atom Mobile. Programy rozvoje pedagogů podporují školní standardy Nového Mexika. Muzeum pořádá také přednášky zvaných odborníků, každoroční speciální akce a v létě týdenní vědecké tábory pro mládež. Vybrané prostory muzea si lze též pronajmout pro oslavy narozenin, svatby, konference a další příležitosti.

## Spolupráce snadací AHF
V červnu 2019 podepsaly „National Museum of Nuclear Science & History“ a Atomic Heritage Foundation (AHF) dohodu, která muzeu svěřila správu webových stránek Atomic Heritage Foundation a rovněž všech fyzických sbírek AHF, které byly začleněny do vlastních sbírek muzea. Po navázání této úzké spolupráce s muzeem, nadace také přemístila své sídlo do Albuquerque v Novém Mexiku (předtím měla sídlo ve Washingtonu).
Poté, co Historické muzeum Los Alamos z neznámých důvodů přerušilo spolupráci na „Voices of the Manhattan Project“ (Hlasy projektu Manhattan), muzeum také zajišťuje provoz webových stránek tohoto projektu, na kterém jsou dostupné stovky hodin audio záznamů, které obsahují rozhovory s mnoha přímými účastníky projektu Manhattan: od nejvýznamnějších vědců a příslušníků armády až po řadové pracovníky, kteří na projektu pracovali na různých utajovaných místech po celých Spojených státech (Los Alamos v Novém Mexiku, Oak Ridge v Tennessee, Hanford ve státě Washington, Metalurgická laboratoř v Chicagu ad.).